# Włodzimierz Krukowski
Włodzimierz Krukowski (ur. 19 września 1887 w Radomiu, zm. 4 lipca 1941 we Lwowie) – polski uczony, inżynier elektryk, profesor Politechniki Lwowskiej.

## Życiorys
Był synem Antoniego (sędziego) i Heleny z Chmielewskich. Gimnazjum ukończył w Narwi, następnie rozpoczął studia na wydziale matematyczno-fizycznym uniwersytetu w Petersburgu; w 1906 przeniósł się na wydział elektrotechniczny politechniki w Darmstadt, ukończył tę uczelnię w 1913 z dyplomem inżyniera elektryka. Już w trakcie studiów pracował jako asystent w Instytucie Sejsmograficznym Darmstadt-Jugenheim, a także uzyskał dwie nagrody w konkursach fizycznym i elektrotechnicznym. Po kilku latach pracy w Instytucie Fizycznym Politechniki w Darmstadt obronił doktorat (1918).
W latach 1912–1926 był kolejno inżynierem i naczelnym inżynierem w firmie Siemens-Schuckert w Norymberdze; pełnił tam także funkcje zastępcy kierownika i kierownika laboratorium elektrotechnicznego. Laboratorium to sam zaprojektował, wzór ten wykorzystano w tworzeniu analogicznego laboratorium Głównego Urzędu Miar w Warszawie. Od 1920 Krukowski był doradcą naukowym i członkiem Komisji Elektrycznej przy Głównym Urzędzie Miar. W latach 1926–1930 wchodził w skład dyrekcji Polskich Zakładów Siemens-Schuckert w Warszawie, z racji tej pracy odbył serię podróży naukowych po Niemczech i Włoszech.
Zajmował się także pracą dydaktyczną. W latach 1928–1930 prowadził zlecone wykłady z liczników elektrycznych na Wydziale Elektrycznym Politechniki Warszawskiej. W 1930 przeniósł się do Lwowa, gdzie został profesorem pomiarów elektrotechnicznych Politechniki Lwowskiej oraz kierownikiem Laboratorium Elektrotechnicznego. Od 1934 był członkiem korespondentem Akademii Nauk Technicznych (od 1936 członkiem czynnym), od 1937 członkiem Towarzystwa Naukowego we Lwowie oraz członkiem Polskiego Towarzystwa Politechnicznego.
W okresie radzieckiej okupacji Lwowa 1939-1940 nadal prowadził działalność naukową. W grudniu 1940 roku stanął na czele miejskiej komisji wyborczej do rad delegatów pracujących. Od 1939 prorektor sowieckiej Politechniki Lwowskiej. Został zamordowany przez Niemców w nocy z 3 na 4 lipca 1941 wraz z grupą uczonych lwowskich. Z małżeństwa z lekarką Heleną z Wasilkowskich (w 1937 została szefową komisji muzealnej Muzeum Higieny we Lwowie, zm. 1982) nie miał dzieci.
Włodzimierz Krukowski był czołowym polskim metrologiem, wybitnym specjalistą techniki licznikowej, wzorów i pomiarów. Opublikował ponad 20 prac naukowych i zgłosił 60 patentów (w Niemczech, Danii, Włoszech, Holandii, Szwecji, Szwajcarii, Japonii, Anglii i Austrii). Najbardziej znanym patentem Krukowskiego był licznik elektrolityczny o elektrodzie specjalnej; do 1939 działało w Europie ponad milion takich liczników. Był znanym kolekcjonerem zegarów i książek o tematyce zegarmistrzowskiej.
Najważniejsze prace naukowe:
- Liczniki energii elektrycznej (1930, wydanie polskie 1955)
- Der Wechselstromkompensator (Kompensator prądu zmiennego, 1920)
- Nowe metody pomiaru oporności ogniw (1934)
- Podstawowe jednostki elektryczne i ich wzorce (1933)
- Zadania poszczególnych pracowni badawczych w dziedzinie miernictwa elektrotechnicznego (1937)

W 1956 wydano wybór artykułów Prace Włodzimierza Krukowskiego.
Jego grób symboliczny znajduje się na cmentarzu Powązkowskim (kwatera 44-2-4).

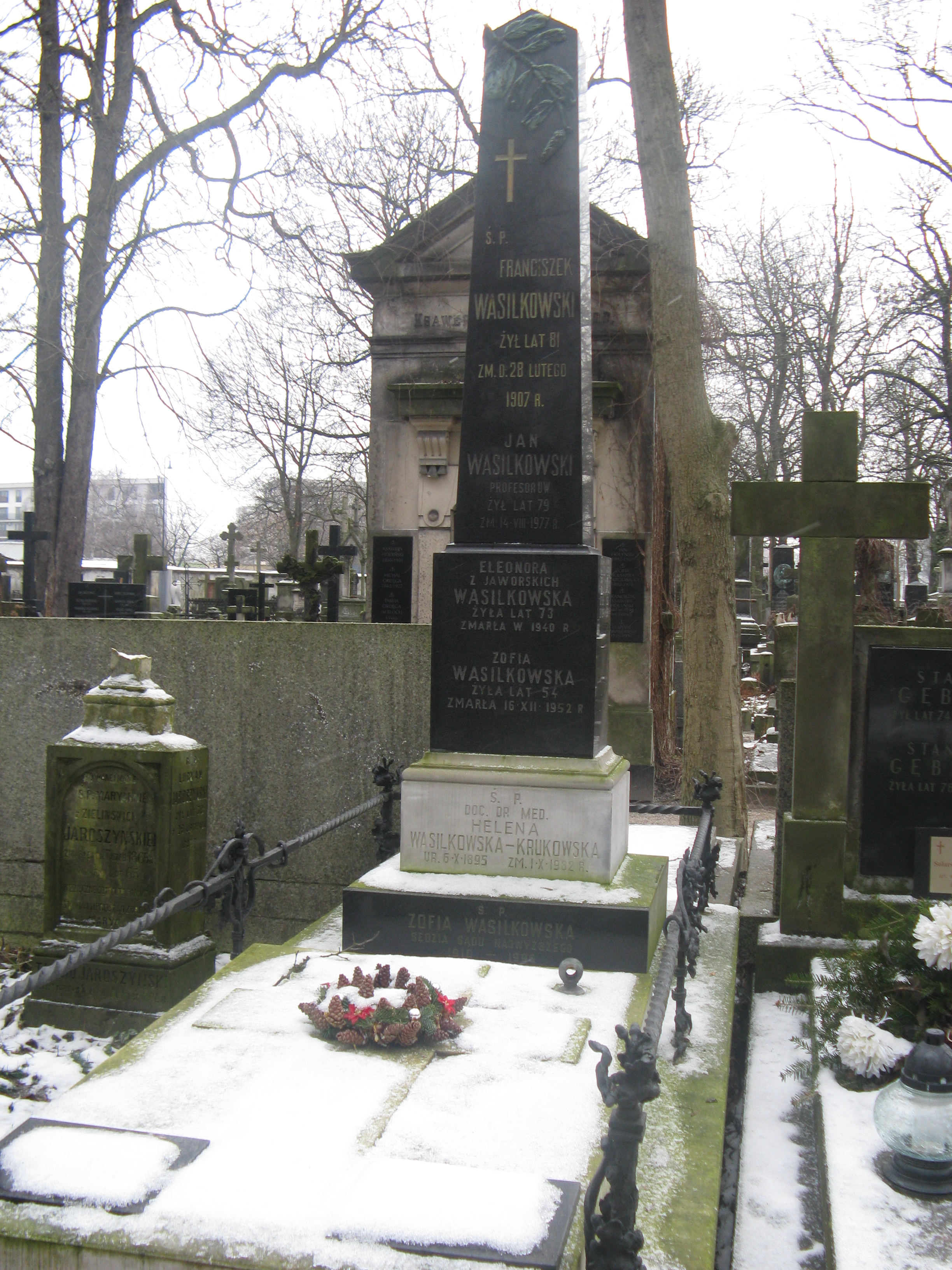
Grób Jana i Zofii Wasilkowskich oraz symboliczny Włodzimierza Krukowskiego na cmentarzu Powązkowskim

Włodzimierz Krukowski został wybrany patronem Centrum Kształcenia Zawodowego i Ustawicznego „Elektryk” w Nowej Soli.